# Tomasz Jurasz

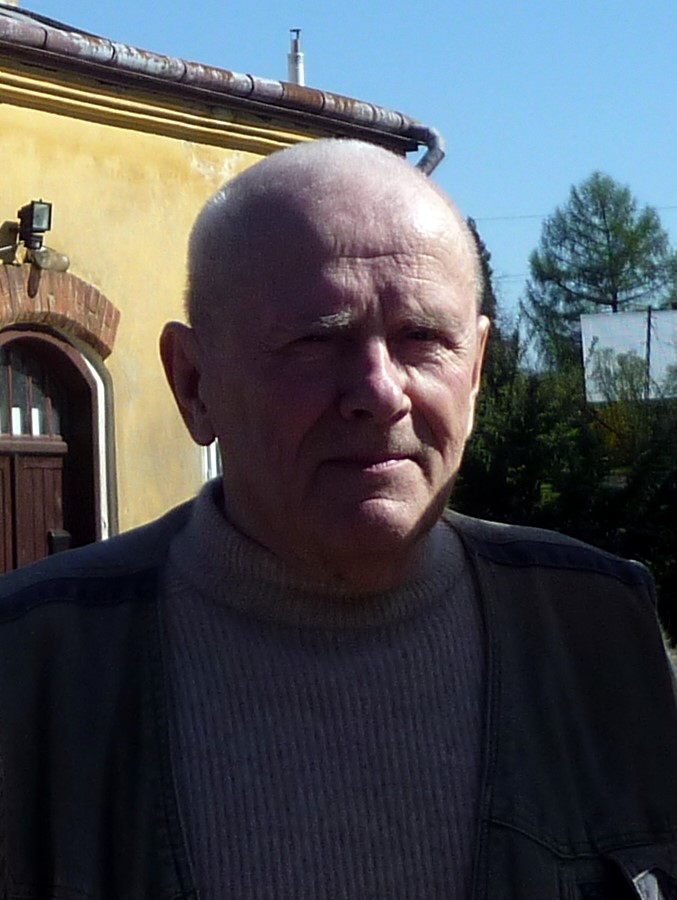
Tomasz Jurasz

Tomasz Jurasz (ur. 29 listopada 1929 w Wilnie, zm. 12 maja 2016 w Rzeszowie) – polski literat, historyk sztuki. Laureat Nagrody Ministerstwa Kultury i Sztuki za popularyzację wiedzy o sztuce i Nagrody Literackiej miasta Rzeszowa. Mieszkał w Łańcucie.

## Dzieła
- Kiedyś, przed rokiem i dziś (1968)
- Tajemnica sandomierskich wież (1971)
- Zamki i ich tajemnice (1972)
- Noga, co ugrzęzła w murze (1973)
- Stary koń, czyli Wędrówki ku tajemniczym historiom (1977)
- Warmia i Mazury : Panorama turystyczna, Krajowa Agencja Wydawnicza, 1979
- Ciepła, zimna, srebrna, złota (1980)
- Smugi i tropy (1986)
- Banialuka, czyli kopa starych przysłów polskich (1989)
- Rozkosze nocy, czyli ostatnia podróż Jana hr. Potockiego (1997)
- Jarosław i okolice, Wydawnictwo BoSz 1997 ISBN 83-903090-5-X
- Karoca (2000)